# Preber

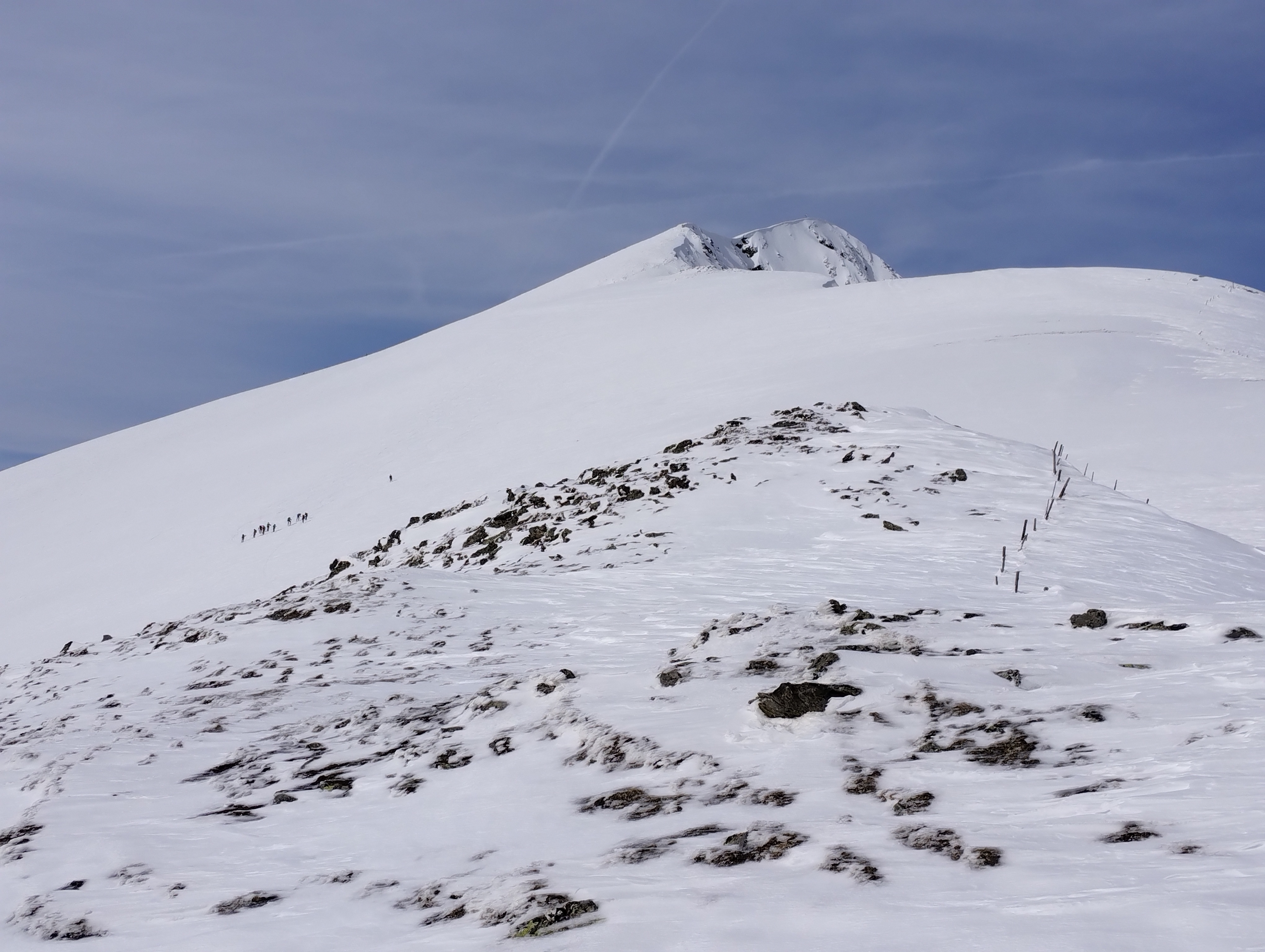
Preber jest popularnym miejscem do uprawiania skialpinizmu

Preber – szczyt w grupie Schladminger Tauern, w Niskich Taurach. Leży w Austrii, na granicy dwóch krajów związkowych: Styrii i Salzburga.
U stóp szczytu leży jezioro Prebersee. Pierwsze zimowe wejście miało miejsce 19 marca 1896, autorami są: Toni Schruf i Max Kleinoschegg. Szczyt można zdobyć drogą z pobliskiego schroniska Preberhalterhütte.